# Teucholabis (Euparatropesa) amoena
Teucholabis (Euparatropesa) amoena is een tweevleugelige uit de familie steltmuggen (Limoniidae). De soort komt voor in het Neotropisch gebied.